# Balear Fútbol Club
El Balear Fútbol Club (originalmente llamado Balear Football Club) fue un club de fútbol de Palma de Mallorca, (Islas Baleares, España). Fue fundado a mediados de 1922 y desapareció en 1925. Poco después de su fundación, parte de sus directivos y jugadores abandonaron el club para fundar uno nuevo: el Athletic Fútbol Club, uno de los precedentes del actual Club Deportivo Atlético Baleares. 

## Historia
Sabemos muy poco del club, que como todos los de su época tenía una estructura muy sencilla y amateur. La primera noticia de existencia del club es una carta publicada en el diario El Día de Palma el 17 de mayo de 1922, en la cual el capitán del equipo retaba al Baleares FC a jugar un partido amistoso. El primer partido del Balear FC del que hay constancia se jugó el 9 de julio del mismo año.
El equipo tomó su nombre del Teatro Balear, coliseo que se encontraba justo enfrente del local social del club: el café Can Martí, en la calle Zanoguera n. 13. Su equipación constaba de camiseta azul y pantalones blancos. Inicialmente, no tuvo terreno de juego y no fue hasta principios de 1923 que inauguró el suyo propio en el barrio palmesano de El Molinar. Fue llamado Balear-Mallorquí, ya que fue adquirido con el club del mismo nombre. Según las fuentes de la época estaba situado entre las dos fábricas de electricidad de El Molinar.
Gran parte de lo que sabemos proviene de la escisión del Athletic FC, producida hacia septiembre de 1922. A principios de 1925 cesa repentinamente su actividad hasta desaparecer a mediados de ese mismo año.
El club tubo de fundador y presidente a Antoni Forteza Piña, que lo fue hasta el momento de la escisión del Athletic Fútbol Club.